# Nationalpark Urho Kekkonen

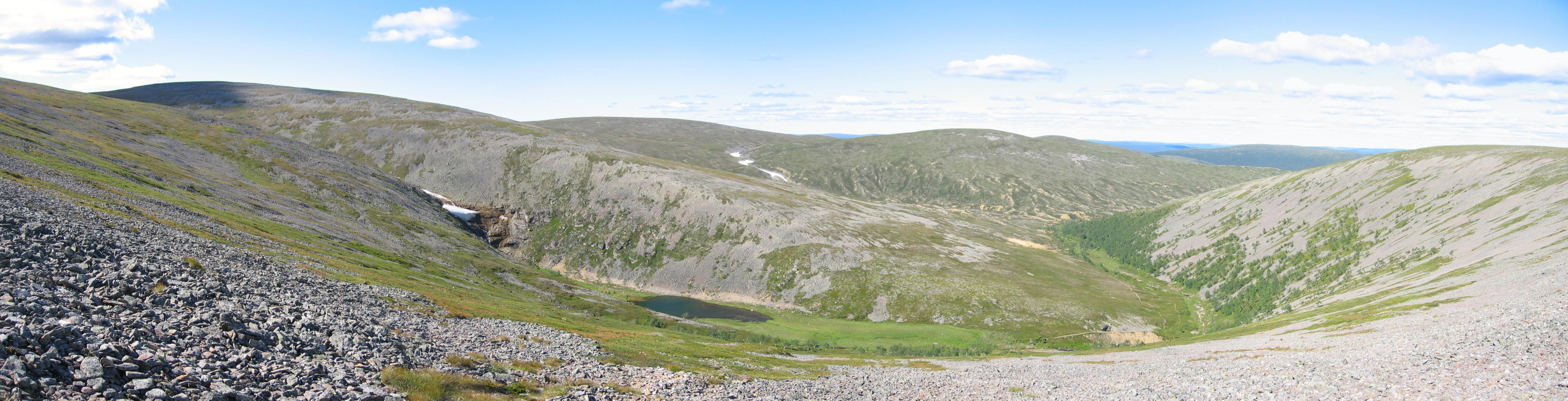
Das Tal Paratiisikuru im Nationalpark Urho Kekkonen

Der Nationalpark Urho Kekkonen, originalsprachlich finnisch Urho Kekkosen kansallispuisto und schwedisch Urho Kekkonens nationalpark, ist ein Nationalpark im Norden Finnlands. Er wurde 1983 gegründet und ist nach dem langjährigen finnischen Präsidenten Urho Kekkonen benannt. Ziel des von der finnischen Forstbehörde Metsähallitus verwalteten Nationalparks ist es, die Natur Lapplands zu schützen und die traditionellen Erwerbszweige der Region wie die Rentierhaltung zu bewahren.

## Geographie
Der Nationalpark Urho Kekkonen liegt in der nordfinnischen Provinz Lappland an der russischen Grenze. Er befindet sich auf dem Gebiet der Gemeinden Inari, Sodankylä und Savukoski. In Tankavaara und Savukoski befinden sich Informationszentren, in Saariselkä das Parkbüro. Mit seinen 2550 km² ist er nach dem Nationalpark Lemmenjoki der zweitgrößte Nationalpark Finnlands. Der Naturpark Sompio grenzt westlich an den Nationalpark Urho Kekkonen.

## Natur
Zum ausgedehnten Gebiet des Nationalparks gehören sowohl Fjells wie auch weite Moorgebiete und Wälder. Der Nordteil des Nationalparks besteht aus einem Fjellgebiet. Hier wachsen hauptsächlich Birken, die höheren Lagen sind unbewaldet und werden nur von Flechten bedeckt. Der höchste Fjell im Urho-Kekkonen-Nationalpark ist der 718 m hohe Sokosti. Auch der Korvatunturi, dem finnischen Volksglauben nach die Heimat des Weihnachtsmannes, liegt im Gebiet des Nationalparks direkt an der russischen Grenze. Im Südwesten gibt es weite Aapamoore, die zahlreichen Vögeln als Brutstätte dienen. Den Südteil des Nationalparks nehmen ausgedehnte Kiefern- und Fichtenwälder ein, aus denen sich vereinzelt Fjells erheben. Bei Saariselkä im Norden des Nationalparks erreicht die Fichte die Nordgrenze ihres Verbreitungsgebietes, nördlich davon kommen nur noch Kiefern vor.
Insgesamt brüten im Nationalpark 130 Vogelarten, darunter Bergfinken, Fitisse, Wiesenpieper, Rotdrosseln, Birkenzeisige und auch seltene Arten wie der Steinadler, der Gerfalke und der Wanderfalke. In den bewaldeten Gebieten kommen Unglückshäher, Lapplandmeisen und Dreizehenspechte vor. Auf den unbewaldeten Fjells leben unter anderem Goldregenpfeifer und Mornellregenpfeifer. Die Moorgebiete bieten Arten wie dem Bruchwasserläufer, dem Kampfläufer und der Bekassine einen Lebensraum.
Im Nationalpark Urho Kekkonen kommen 21 verschiedene Säugetierarten vor, darunter alle vier Großraubtierarten Finnlands (Braunbären, Wölfe, Luchse und Vielfraße), daneben Rentiere, Elche, Hasen, Füchse, Spitzmäuse, Maulwürfe, Baummarder, Hermeline, Mauswiesel und Fischotter. In den Flüssen des Nationalparks leben neben zahlreichen Forellen auch die seltenen Flussperlmuscheln. Die Kreuzotter erreicht hier die Nordgrenze ihres Verbreitungsgebietes.

## Besucher
Der Nationalpark Urho Kekkonen bietet mit seinen ausgedehnten Wildnisflächen Möglichkeiten für anspruchsvolle mehrtägige Wanderungen oder Skitouren. Für weniger erfahrene Wanderer sind im Westteil des Nationalparks in Kiilopää, Tankavaara und Saariselkä kürzere markierte Wanderwege von ein bis sieben Kilometer Länge ausgewiesen.

## Geschichte
Ursprünglich wurde das Gebiet des Nationalparks von halbnomadischen Samen bewohnt, die im Sommer Jagd und Fischerei betrieben und sich in der kalten Jahreszeit in ihren Winterdörfern sammelten. Im Gebiet des Nationalparks gab es vier solche Winterdörfer. Vor allem das Waldren wurde bejagt. Hierzu setzten die Samen Fallgruben ein, deren Überreste man teilweise immer noch in der Landschaft erkennen kann. Ab dem 16. Jahrhundert begann die Kultur der Waldsamen auszusterben. Unter dem Einfluss finnischer Neusiedler und der Christianisierung assimilierten sich die Samen langsam an die finnische Ackerbaukultur. Die Finnen betrieben Landwirtschaft und Rinderzucht und nutzten die Wildnisflächen, zu denen auch das Gebiet des heutigen Nationalparks gehört, als Jagdgründe. Durch die intensive Bejagung wurde das Waldren Mitte des 19. Jahrhunderts ausgerottet. Die heutige samische Bevölkerung des Gebiets wanderte erst Ende des 19. Jahrhunderts aus Nordnorwegen ein. Sie brachten ihre halbdomestizierten Rentierherden mit sich und begründeten die Rentierzucht im Gebiet des heutigen Nationalparks.